# Verinsko, Sofia
Verinsko (în bulgară Веринско) este un sat în comuna Ihtiman, regiunea Sofia,  Bulgaria. 

## Demografie
Componența etnică a satului Verinsko
     Bulgari (99,7%)
     Nicio identificare (0,29%)
     Altele (0%)
La recensământul din 2011, populația satului Verinsko era de 337 locuitori. Din punct de vedere etnic, majoritatea locuitorilor (99,7%) erau bulgari. Pentru 0,29% din locuitori nu este cunoscută apartenența etnică.